# Bacino del Delta del Niger

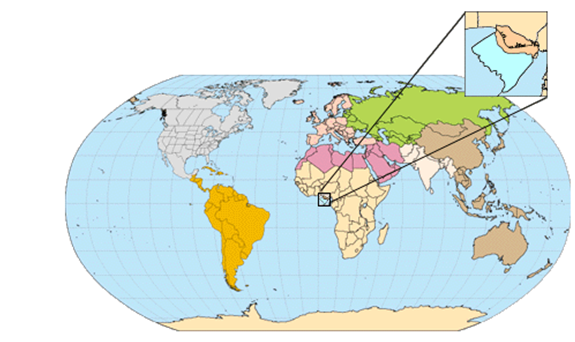
Il bacino del Delta del Niger è situato nel Golfo di Guinea, sulla costa occidentale dell'Africa.

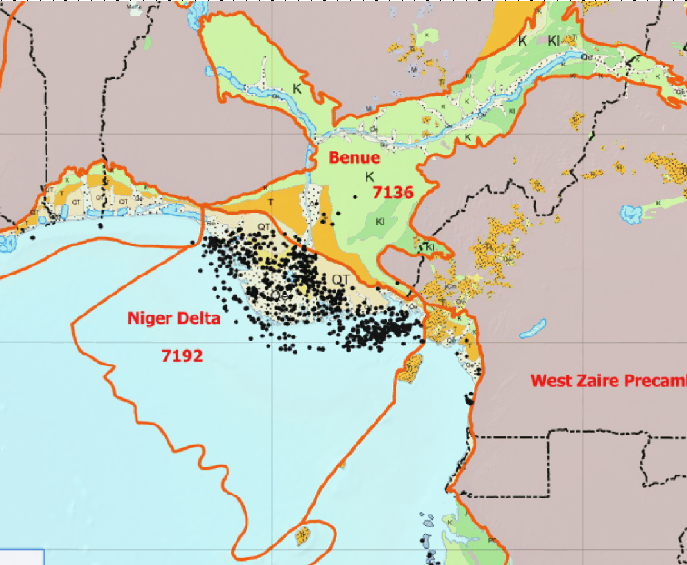
Mappa geologica del bacino del Delta del Niger e della Valle di Benue, con i campi petroliferi della regione.

Il bacino del Delta del Niger o provincia del Delta del Niger è un bacino estensionale di rift situato nella zona del Delta del Niger e nel Golfo di Guinea, sul margine continentale passivo nei pressi della costa occidentale della Nigeria, con possibili collegamenti con Camerun, Guinea Equatoriale e São Tomé e Príncipe.
La struttura del bacino è molto complessa e di grande valore economico in quanto contiene grandi riserve petrolifere molto sfruttate.
Il bacino del Delta del Niger è uno dei più grandi bacini subaerei dell'Africa. L'estensione subaerea è di circa 75.000 km² mentre la superficie complessiva è di 300.000 km². Il volume complessivo dei sedimenti che lo ricoprono è di 500.000 km3, mentre lo spessore è compreso tra 9 e 12 km.
Il bacino è composto di differenti formazioni geologiche che danno informazioni sul modo in cui il bacino si è formato, come pure sui processi tettonici su scala regionale e su grande scala che hanno avuto luogo in quest'area. Il bacino è di tipo estensionale ed è circondato da altri bacini formatisi in seguito a processi analoghi. Il bacino del Delta del Niger si trova sulla porzione più occidentale della Valle di Benue, una più vasta struttura tettonica. L'altro lato del bacino è delimitato dalla linea vulcanica del Camerun e dal margine continentale passivo di tipo trascorrente.